# Wyeomyia oblita
Wyeomyia oblita är en tvåvingeart som först beskrevs av Lutz 1904.  Wyeomyia oblita ingår i släktet Wyeomyia och familjen stickmyggor. Inga underarter finns listade i Catalogue of Life.